# 松島町 (小松島市)
松島町（まつしまちょう）は、徳島県小松島市の町名。郵便番号は773-0003。

## 地理
小松島市の北部、中心市街地に位置する。東は徳島県道178号小松島港南小松島停車場線をもって南小松島町と隔てて、南は菖蒲田川の支流をもって堀川町と接続、北は神田瀬川により小松島町と相対している。
地蔵院を中心として元禄年間より、東西に北町・中町・新町と町並みが形成され、商業地域として栄え現在に至っている。千歳橋を通過する徳島県道120号徳島小松島線（旧国道55号）は徳島市と県南両方の市街地を結んで、神代橋筋商店街・千歳橋筋商店街を形成している。
徳島藩政時代から市街開発がおこなわれておりで、阿波藍が隆盛を極めたころ、藍の豪商たちは多くこの地に集まり、ここを本拠として全国にその販路を拡大した。今もなお豪商の大邸宅が残され、その面影をしのぶことができる。
南小松島駅のある南小松島町と隣であるため、交通の便もよく、狭い範囲の町ながら小松島中央会館・南小松島公民館などの公共施設があり、阿波銀行・四国銀行の小松島支店や徳島信用金庫など金融機関も多い。後述する小松島大丸百貨店などの商業施設も数多く、小松島港からの県外客も徒歩圏内で訪問可能な距離である事から、昭和時代の終了までは人通りも活発だった。

### 河川
- 神田瀬川

## 歴史
昭和47年より現在の町名となる。元は小松島市小松島町の一部。通称中町・北町・新町などいずれも元禄期から形成された市街地で、小松島市のほぼ中央に位置し、早くから開けた地である。
地名は、松島はデルタ地帯の高位面に位置し、松が生い茂っていたことに由来している。

## 世帯数と人口
2022年（令和4年）7月31日現在の世帯数と人口は以下の通りである。
| 町丁   | 世帯数  | 人口  |
| ------ | ------- | ----- |
| 松島町 | 259世帯 | 540人 |

## 小・中学校の学区
市立小・中学校に通う場合、学区は以下の通りとなる。
| 番地                      | 小学校                   | 中学校                 |
| ------------------------- | ------------------------ | ---------------------- |
| 5番13号、9番～14番        | 小松島市立小松島小学校   | 小松島市立小松島中学校 |
| 1番～8番(5番13号を除く。) | 小松島市立南小松島小学校 | 小松島市立小松島中学校 |

## 施設
- 地蔵寺（新四国曼荼羅霊場80番札所・阿波六地蔵霊場4番札所・阿波秩父観音霊場19番札所）
- 光善寺

公共施設
- 中央会館（小松島市立図書館が開設されるまで図書館も併設されていた）
- 南小松島公民館（50年以上使用されている公民館。長年災害時の松島町の避難箇所としても指定されている。）

金融機関
- 阿波銀行（2009年1月19日より、旧キョーエイ小松島店跡地(小松島市松島町7番14号)に移転[6]。）
- 四国銀行

商業施設
- 小松島大丸百貨店（1949年(昭和24年)創業。2021年現在も店舗を縮小しつつも営業を継続している老舗百貨店。昭和時代には隣接するキョーエイ小松島店と共に賑わっていたが、平成時代になり徳島市郊外にそごう徳島店などの巨大デパートが登場するようになり衰退。2階に存在していた玩具コーナーは終了し、店舗を約半分に縮小し空き地を駐車場に変更。2021年現在は2階は買取店舗として存続。1階は創業当初より婦人服関連を取り扱い、2010年代まではソフトバンク(ボーダフォン時代も含む)小松島支店が長年営業していた(2015年4月にルピア小松島店前に移転)。

かつて存在した施設
- 谷口薬局本社
- 小山助学館小松島支店（2021年現在のファミリーマート小松島松島町店の箇所で2階建てで昭和時代より営業。大丸と同様に平成時代になり、小松島市・徳島市内に平惣やTSUTAYAなどの巨大店舗が登場し衰退。平成時代に入り閉店し小松島市より撤退。
- キョーエイ小松島店(旧店舗)（前述の小松島大丸百貨店の目の前にあり、2階建ての店舗で、1階にはファーストフード、2階では家電も取り扱うなど昭和時代は賑わっていたが、東洋紡績小松島工場横にサティ小松島店が開店し、客が遠のき衰退し閉店。後にサティ小松島店が撤退し、跡地でキョーエイ小松島店として再び営業が開始されている。

## 交通

### 道路
都道府県道
- 徳島県道33号小松島佐那河内線
- 徳島県道120号徳島小松島線
- 徳島県道178号小松島港南小松島停車場線